# Plerodia singularis
Plerodia singularis là một loài bọ cánh cứng trong họ Cerambycidae.